# Conrack
Conrack es una película estadounidense de 1974 dirigida por Martin Ritt y co actuación de Jon Voight, Paul Winfield, Madge Sinclair, Antonio Fargas y Hume Cronyn; está basada en la novela autobiográfica de Donald Patrick Conroy The Water is Wide, de 1972.
Galardonada con el premio BAFTA - United Nations Award 1976.   

## Argumento
Un joven profesor, Pat Conroy (Jon Voight) es asignado en 1969 a una aislada localidad ubicada en la costa de Carolina del Sur, habitada principalmente por familias pobres afroamericanas. Allí se encuentra con que el aislamiento ha causado que tanto los adultos como los niños hablen un dialecto que llaman gullah. Su apellido es pronunciado Conrack. 
La escuela consiste en dos habitaciones, donde la rectora, la señora Scott (Madge Sinclair) enseña de primero a cuarto grado. Conrack deberá enseñar los grados superiores, y descubre que sus alumnos tienen muy pocos conocimientos; no saben calcular y no saben nada de geografía. Comienza a enseñarles sobre el mundo exterior, los hace escuchar música clásica, les proyecta películas, les enseña a nadar y a cuidar su higiene dental. 
Todo esto lo hace entrar en conflicto con la señora Scott, con el superintendente, el señor Skeffington (Hume Cronyn), y con algunos padres que no desean hacer cambios entre los niños. Finalmente el profesor es despedido de su trabajo por insistir en sus métodos de enseñanza y afirmar que el racismo que los rodea se debe en gran parte a la limitada educación que reciben los niños. En el momento de dejar el lugar, sus alumnos lo despiden tocando la 5ª sinfonía de L.V Beethoven en una grabadora.

## Reparto
- Jon Voight - Pat Conroy
- Paul Winfield - "Mad Billy"
- Madge Sinclair – Señora Scott
- Tina Andrews - Mary
- Antonio Fargas - Quickfellow
- Ruth Attaway - Edna
- James O'Rear - Cartero
- Gracia Lee - Señora Sellers
- C.P. MacDonald - Señor Ryder
- Jane Moreland - Señora Webster
- Thomas Horton - Juez
- Nancy Butler - Señora Ryder
- Robert W. Page - Señor Spaulding
- Hume Cronyn - Señor Skeffington
- Mac Arthur Nelson – Mac

- Datos: Q3280335